# Nationale Straßen-Radsportmeister 1997
| Nation              | Straßenrennen – Männer | Einzelzeitfahren – Männer | Straßenrennen – Frauen | Einzelzeitfahren – Frauen     |
| ------------------- | ---------------------- | ------------------------- | ---------------------- | ----------------------------- |
| Argentinien         | nicht ausgetragen      | nicht ausgetragen         | Lorena Colman          | nicht ausgetragen             |
| Australien          | Jonathan Hall          | Jonathan Hall             | Symenko Jochinke       | nicht ausgetragen             |
| Belgien             | Tom Steels             | Marc Streel               | Sonja Vermeylen        | nicht ausgetragen             |
| Burkina Faso        | Boukari Tapsoba        | nicht ausgetragen         | nicht ausgetragen      | nicht ausgetragen             |
| Dänemark            | Nicolai Bo Larsen      | Michael Sandstød          | Rikke Sandhøj          | Helle Sørensen                |
| Deutschland         | Jan Ullrich            | Andreas Walzer            | Hanka Kupfernagel      | nicht ausgetragen             |
| Estland             | Oskari Kargu           | Urmo Fuchs                | nicht ausgetragen      | nicht ausgetragen             |
| Finnland            | Mika Hietanen          | nicht ausgetragen         | Pia Sundstedt          | Pia Sundstedt                 |
| Frankreich          | Stéphane Barthe        | Francisque Teyssier       | Sylvie Riedle          | Catherine Marsal              |
| Griechenland        | nicht ausgetragen      | nicht ausgetragen         | Anastasia Pastourmatzi | Anastasia Pastourmatzi        |
| Großbritannien      | Jeremy Hunt            | Graeme Obree              | Maria Lawrence         | nicht ausgetragen             |
| Guatemala           | Alberto Firmin Méndez  | nicht ausgetragen         | nicht ausgetragen      | nicht ausgetragen             |
| Irland              | Morgan Fox             | Scott Hamilton            | nicht ausgetragen      | nicht ausgetragen             |
| Italien             | Gianni Faresin         | Dario Andriotto           | Imelda Chiappa         | nicht ausgetragen             |
| Japan               | Yoshiyuki Abe          | nicht ausgetragen         | nicht ausgetragen      | nicht ausgetragen             |
| BR Jugoslawien      | Mikoš Rnjaković        | Mikoš Rnjaković           | nicht ausgetragen      | nicht ausgetragen             |
| Kanada              | Czeslaw Lukaszewicz    | Eric Wohlberg             | Linda Jackson          | Linda Jackson                 |
| Kasachstan          | Sergei Jakowlew        | Dmitri Fofonow            | nicht ausgetragen      | nicht ausgetragen             |
| Kroatien            | nicht ausgetragen      | Luka Bakrač               | nicht ausgetragen      | nicht ausgetragen             |
| Lettland            | nicht ausgetragen      | Dainis Ozols              | nicht ausgetragen      | nicht ausgetragen             |
| Litauen             | Darius Strolė          | Raimondas Vilčinskas      | nicht ausgetragen      | nicht ausgetragen             |
| Luxemburg           | Daniel Bintz           | nicht ausgetragen         | nicht ausgetragen      | nicht ausgetragen             |
| Neuseeland          | Gordon McCauley        | Chris Nocholson           | nicht ausgetragen      | nicht ausgetragen             |
| Niederlande         | Michael Boogerd        | Erik Breukink             | Nicole Vermast         | Leontien Zijlaard-van Moorsel |
| Norwegen            | Kurt Asle Arvesen      | nicht ausgetragen         | Monica Valvik-Valen    | Monica Valvik-Valen           |
| Österreich          | Georg Totschnig        | Georg Totschnig           | Johanna Freysinger     | nicht ausgetragen             |
| Polen               | Piotr Wadecki          | Dariusz Baranowski        | Bogumiła Matusiak      | nicht ausgetragen             |
| Portugal            | Delmino Pereira        | José Azevedo              | nicht ausgetragen      | nicht ausgetragen             |
| Russland            | Wjatscheslaw Jekimow   | nicht ausgetragen         | Tatjana Kawerina       | nicht ausgetragen             |
| Schweden            | Michael Lafis          | Michael Andersson         | Susanne Ljungskog      | Jenny Algelid-Bengtsson       |
| Schweiz             | Oscar Camenzind        | nicht ausgetragen         | Barbara Heeb           | nicht ausgetragen             |
| Slowakei            | Ján Valach             | Miroslav Lipták           | nicht ausgetragen      | nicht ausgetragen             |
| Slowenien           | Saša Sviben            | Saša Sviben               | nicht ausgetragen      | nicht ausgetragen             |
| Spanien             | José María Jiménez     | José Enrique Gutiérrez    | Izaskun Bengoa         | Izaskun Bengoa                |
| Südafrika           | Rodney Green           | Malcolm Lange             | nicht ausgetragen      | nicht ausgetragen             |
| Trinidad und Tobago | Emile Abraham          | nicht ausgetragen         | nicht ausgetragen      | nicht ausgetragen             |
| Tschechien          | Vlastimil Cichý        | Ján Hruška                | nicht ausgetragen      | nicht ausgetragen             |
| Tunesien            | Samir Souissi          | nicht ausgetragen         | nicht ausgetragen      | nicht ausgetragen             |
| Ukraine             | Jurij Prokopenko       | Serhij Adjejew            | nicht ausgetragen      | nicht ausgetragen             |
| Ungarn              | János Istlstekker      | László Bodrogi            | nicht ausgetragen      | nicht ausgetragen             |
| Vereinigte Staaten  | Bart Bowen             | Jonathan Vaughters        | Louisa Jenkins         | Elizabeth Emery               |
| Belarus             | Sjarhej Borodoulin     | Aljaksandr Tschoupikow    | nicht ausgetragen      | nicht ausgetragen             |